# Rock flamenco
Rock Flamenco ou Rock Andaluz é um subgênero da música rock que emergiu (mas não se limita a) da região espanhola de Andaluzia no final dos anos 1960 e início dos anos 1970. Houve alguns precedentes como alguns álbuns de Sabicas ("Rock encounter with Joe Beck" e "The Soul of Flamenco and the Essence of Rock"), e embora tenham existido antecedentes em composições de Los Cheyenes ou Los Brincos, considera-se que os pioneiros do estilo foram as bandas ""Smash", "Gong", "Galaxia", ou mesmo da banda americano-britânica Carmen. Porém, a banda "Triana" foi reconhecida como pioneira do gênero já que sua música foca em uma fusão homogênea de rock progressivo e flamenco. Seguiram-nos muitas bandas que misturavam rock progressivo e sinfônico com flamenco como Imán Califato independiente, Cai, Guadalquivir, Alameda ou Mezquita; é por isso que o termo rock andaluz pode ser entendido simplesmente como flamenco progressivo.
Medina Azahara passou de progressivo a um grupo de hard rock na década de 1980 e continua sendo uma das bandas de rock flamenco mais populares em seu país natal. Também surgiram outros estilos de rock influenciados pelo flamenco, como a banda flamenco-folk Veneno, a banda flamenco-jazz-blues Pata Negra, entre outras bandas que fundiam o flamenco com ritmos africanos, reggae ou latinos.